# LED標識灯
LED標識灯（LEDひょうしきとう）は、LEDを用いた工事区域の注意喚起や標識の視線誘導等に使われる注意灯の総称である。保安灯（ほあんとう）やフラッシュライト（ふらっしゅらいと）、工事灯（こうじとう）などと呼ばれることもある。
一般的な製品は点灯部と電池ケースで構成されており、全長は約25〜30cm程度である。点灯部は赤色の透明なプラスチック樹脂で作られており、点灯しない昼間での視認性も高い。点灯部のサイズは約10cm四方程度で形状は一般的には丸に近い形である。

## 使用場所
一般的な使われ方として、工事現場のフェンスなどに取り付け注意喚起を行ったり、夜間の駐車場、事故現場等でカラーコーンの上部の穴に差し込んだり、標識上部に設置し夜間の車線誘導区域や案内文の視認性向上などに使われている。また、ガソリンスタンド店頭のサイン、住宅の防犯灯、田畑の鹿や猪避けなどにも使う場合がある。

## 種類
標識灯を分類すると電源方式では4つ、発光部分では2つに分けることができる。

### 電源方式
電池方式
工事用棒電池や単1電池2〜3本を使用して点滅する製品、夜間点灯でおよそ2〜10日程度の点灯が可能。
ソーラー方式
最近主流になりつつある太陽電池を使用した物。ソーラー部で発電した電気を蓄電池に貯め、夜間は蓄電池より電気が供給される。太陽が当たっている限りほぼメンテナンスフリーだが、蓄電池の交換を1〜3年ごとに行う必要がある。
商用電源方式
商用電源を使用した物で、点滅部が電源ケーブルで接続されている。点滅部が1単位当たり10〜15程度付いている。連結が可能なので電源の取り回しが容易。
特殊電源方式
風力を使用した装置。点滅部が円形をしており、中心部に発電用のフィン（fin）が、その周囲をLEDが囲うように配置されている。車両の風圧や風を利用してその都度発電・点灯するので完全なメンテナンスフリーで使用が可能な製品。高速道路などで最近使われ始めている。

### 発光部分
全方向型
一般的に使用されている製品のほとんどがこのタイプである。全周囲から視認が可能。
1方向型
高速道路等の一方通行区間で見られる、1方向にのみ点灯するタイプ。明るいため視認性がよく、遠方（500〜600m程度）へのアピールが可能。

## 点灯方式
点灯タイミングは点灯部に内蔵されている光センサーや、ソーラーの発電量により、夜間のみ点灯させる事ができる。そのためスイッチがついている製品は電池式では少ない。一昔前は電球を使用した製品が多かったが、電池がすぐに消耗してしまいメンテナンス費がかかることから、最近はLED式が主流になっている。

## 点灯色・パターン
点灯色は赤や黄色が一般的だが、最近は青や緑・白などを使用し、ブレーキランプとの差別化をはかるなどさまざまな点灯色がある。点灯パターンはメーカによりさまざまであるが、一般的には等間隔で点いたり消えたりする。特殊な点灯パターンとしてパルス点灯があり、遠方からの視認性を向上させている。
- 点灯パターンの例（★：点灯、☆：消灯）
  - 一般的な点滅

★☆★☆★☆･･･
  - パルス点滅

★★☆★★☆･･･